# Пестициди
Пестици́ди (від лат. pestis — зараза, caedo — вбиваю) або Отрутохіміка́ти — токсичні речовини, їх сполуки або суміші речовин хімічного чи біологічного походження, призначені для знищення, регуляції та припинення розвитку шкідливих організмів, внаслідок діяльності яких вражаються рослини, тварини, люди і завдається шкода матеріальним цінностям, а також гризунів, бур'янів, деревної, чагарникової рослинності, засмічуючих видів риб.
Це речовини, які використовують в сільському господарстві, для контролю за розмноженням та попередження появи сільськогосподарських шкідників (шкідливими або небажаними мікроорганізмами, рослинами і тваринами). Хімічна сполука, яку використовують для захисту рослин і сільськогосподарських продуктів, а також боротьби з переносниками небезпечних захворювань. У світовій практиці відомо понад 10 тис. найменувань таких препаратів.

## Класифікація
Класифікація пестицидів за об'єктом дії:
- акарициди (проти кліщів),
- бактерициди (проти бактерій),
- гербіциди (для боротьби з рослинами-бур'янами),
  - арборициди (проти чагарників),
  - дефоліанти (для видалення листя рослин)
- інсектициди (проти комах),
- зооциди (проти хребетних шкідників),
  - родентициди (проти гризунів),
- нематоциди (проти фітогельмінтів — шкідливих нематод),
- фунгіциди (проти грибків).

Класифікація за походженням діючого інгредієнта:
- неорганічні,
- органічні,
- біологічні.

Класифікація на основі хімічного складу діючої речовини:
| Види пестицидів залежно від хімічної структури         | Представники                                                                                |
| ------------------------------------------------------ | ------------------------------------------------------------------------------------------- |
| Хлорорганічні сполуки                                  | хлориндан, гептахлор, хлортен, гексахлоран, поліхлорпінен, ДДТ                              |
| Фосфорорганічні сполуки                                | дихлофос, карбофос, хлорофос, фосфамід, трихлорметафос-3, метилмеркаптофос, метафос, тіофос |
| Ртуть органічні сполуки                                | гранозан, меркуран, меркургексан, меркурбензол                                              |
| Сполуки миш'яку                                        | арсенат натрію, арсенат кальцію, паризька зелень                                            |
| Похідні карбамінової, тіо- та дитіокарбамінової кислот | бетанол, карбін, севін та ін.                                                               |
| Ціаніди                                                | ціаниста кислота, ціанамід кальцію, ціанплав                                                |
| Препарати міді                                         | ордоська рідина, бургундська рідина, мідний купорос                                         |
| Сірка та її сполуки                                    | колоїдна сірка, сірчаний ангідрид, мелена сірка                                             |
| Препарати рослинного походження                        | анабазин, нікотин, піретрум                                                                 |
| карбонати                                              |                                                                                             |
| гетероциклічні                                         |                                                                                             |
| похідні дієнового синтезу                              |                                                                                             |
| нітропохідні фенолів                                   |                                                                                             |
| синтетичні піретроїди                                  |                                                                                             |

### Основні види хімічного захисту
- Протруювання
- Інкрустація насіння
- Обприскування
- Обкурювання
- Застосування пестицидних аерозолів
- Хімієтерапія рослин
- Десикація

## Фітофармакологія
Показники токсичності використовують для розрахунку норми витрат пестицидів, вибору більш ефективних засобів застосування, гігієнічної характеристики. Головні показники токсичності:
- летючість,
- реакція на інсоляцію,
- час розпаду в ґрунтах,
- міграція ґрунтовим профілем,
- вплив на ґрунтові ферментативні процеси,
- вплив на біоту та токсичність для теплокровних,
- транслокація до культурних рослин, накопичення і допустима норма концентрації в продуктах врожаю,
- ПДК для водойм та питної води.

Якісна екотоксикологічна оцінка пестицидів проводиться через кількісні показники токсичності, що заносяться до інтегральної шкали.
| Показник                                                | Клас небезпеки | Параметри                                | Оцінка в балах |
| ------------------------------------------------------- | -------------- | ---------------------------------------- | -------------- |
| Персистентність у ґрунтах (час розпаду)                 | 1              | до 1 місяця                              | 2              |
| Персистентність у ґрунтах (час розпаду)                 | 2              | 1-6 місяців                              | 4              |
| Персистентність у ґрунтах (час розпаду)                 | 3              | 6-12 місяців                             | 6              |
| Персистентність у ґрунтах (час розпаду)                 | 4              | > 2 років                                | 8              |
| Вплив на ґрунтові ферментативні процеси й біоту         | 1              | вплив відсутній                          | 0              |
| Вплив на ґрунтові ферментативні процеси й біоту         | 2              | поодинокі процеси, окремі популяції      | 1              |
| Вплив на ґрунтові ферментативні процеси й біоту         | 3              | декілька процесів, популяцій             | 2              |
| Міграція ґрунтовим профілем (см)                        | 1              | не мігрує                                | 0              |
| Міграція ґрунтовим профілем (см)                        | 2              | мігрує до 15 см                          | 1              |
| Міграція ґрунтовим профілем (см)                        | 3              | мігрує до 50 см                          | 2              |
| Міграція ґрунтовим профілем (см)                        | 4              | мігрує глибше 50 см                      | 3              |
| Транслокація до культурних рослин                       | 1              | не потрапляє                             | 0              |
| Транслокація до культурних рослин                       | 2              | вплив відсутній                          | 1              |
| Транслокація до культурних рослин                       | 3              | потрапляє до продуктів врожаю            | 2              |
| Транслокація до культурних рослин                       | 4              | фітотоксичний                            | 3              |
| Реакція на інсоляцію                                    | 1              | фотохімічний розпад                      | 0              |
| Реакція на інсоляцію                                    | 2              | реакція відсутня                         | 1              |
| Допустима норма концентрації в продуктах врожаю (мг/кг) | 1              | >1                                       | 0              |
| Допустима норма концентрації в продуктах врожаю (мг/кг) | 2              | 1,0-0,1                                  | 1              |
| Допустима норма концентрації в продуктах врожаю (мг/кг) | 3              | 0,2-0,01                                 | 2              |
| Допустима норма концентрації в продуктах врожаю (мг/кг) | 4              | <0,01                                    | 3              |
| Допустима норма концентрації в продуктах врожаю (мг/кг) | 5              | відсутня                                 | 4              |
| ГДК для водойм (мг/л)                                   | 1              | >1                                       | 0              |
| ГДК для водойм (мг/л)                                   | 2              | 1,0-0,1                                  | 1              |
| ГДК для водойм (мг/л)                                   | 3              | 0,2-0,01                                 | 2              |
| ГДК для водойм (мг/л)                                   | 4              | <0,01                                    | 3              |
| ГДК для водойм (мг/л)                                   | 5              | відсутня                                 | 4              |
| Порогова концентрація для питної води (мг/л)            | 1              | 0,1                                      | 0              |
| Порогова концентрація для питної води (мг/л)            | 2              | 0,1-0,01                                 | 1              |
| Порогова концентрація для питної води (мг/л)            | 3              | 0,01-0,001                               | 2              |
| Летючість                                               | 1              | нелетючий                                | 0              |
| Летючість                                               | 2              | насичена концентрація нижча за порогову  | 1              |
| Летючість                                               | 3              | насичена концентрація дорівнює пороговій | 2              |
| Летючість                                               | 4              | насичена концентрація вища за порогову   | 3              |
| Токсичність для теплокровних (СД50 мг/кг)               | 1              | >1000                                    | 0              |
| Токсичність для теплокровних (СД50 мг/кг)               | 2              | 1000-200                                 | 1              |
| Токсичність для теплокровних (СД50 мг/кг)               | 3              | 200-50                                   | 2              |
| Токсичність для теплокровних (СД50 мг/кг)               | 4              | <50                                      | 3              |

Градація екотоксикологічності пестицидів:
- Малонебезпечні — пестициди, що сумарно набрали менше 13 балів.
- Середньонебезпечні — 14-21 бал.
- Небезпечні — більше 21 бала.

### Головні показники препаратів
Доза — міра токсичності речовини для різних організмів, кількість отрути, визначена в мг на кг живої ваги (мг/кг), що викликає певний ефект в життєдіяльності організму. Градація різновидів доз за ступенем токсичності:
- Порогова доза (ПД) — найменша кількість речовини, що викликає зміни в життєдіяльності організму за відсутності зовнішніх ознак отруєння.
- Ефективна доза (ЕД).
- Сублетальна доза — доза речовини, що викликає порушення життєдіяльності організму без смертельних наслідків.
- Смертельна доза (СД50) — найменша кількість отрути, що за певних умов викликає смерть половини піддослідних організмів.
- Смертельна доза (СД), або летальна доза (ЛД) — найменша кількість отрути, що за певних умов викликає смерть піддослідного організму.

Концентрація — вміст препарату в робочому складі (у розчинах, емульсіях, суспензіях, приманках), що використовуються для знищення шкідливих організмів. Виражають у відносних (%), масових (мг/г, мг/кг), або об'ємних одиницях (мг/л, мг/100 л розчину, мг/м³) активної речовини.
Норма витрат — кількість пестицидів, або їхнього робочого складу (у розчинах, емульсіях, суспензіях, приманках), що використовується на одиницю оброблюваної площі або об'єму (у га, м², м³), чи на окремі дерева, кущі. Залежить від пестицидної активності препаратів, концентрації активної речовини в препараті, способу застосування, виду та розмірів рослин, фази їхнього розвитку та чутливості до препарату шкідників, бур'янів та збудників хвороб.

## Небезпека використання
Небезпека пестицидів для навколишнього середовища зумовлена, головним чином, їхньою поведінкою на сільгоспугіддях. Бо саме на них вони активно діють із середовищем та можуть вільно мігрувати на інші території та і інші середовища. Тому екотоксикологічна оцінка пестицидів базується на їхній поведінці на оброблених посівах та характері міграції до ґрунтів, водного та повітряного середовищ. Окрім потенційно небезпечної циркуляції в біосфері потрібно враховувати й безпосередньо згубний вплив на флору й фауну, згубний вплив на здоров'я людей через продукцію врожаю.
Токсичність пестицидів залежить від:
- виду активнодіючої речовини (її хімічної формули та будови),
- концентрації в робочому розчині,
- взаємодії з організмами (шляхів потрапляння, механізмів та тривалості дії, чутливості та стану організмів, умов зовнішнього середовища).

Кількісні показники токсичності пестицидів визначають дослідним шляхом, через дію на піддослідні організми доз активних речовин, концентрація яких зростає у логарифмічній прогресії. На базі отриманих результатів будують графік залежності ефекту від доз препарату. Чим менша абсолютна величина смертельної дози, тим більшою токсичністю характеризується препарат.
Найнебезпечнішими вважаються пестициди, зроблені з рослин, типу інсектициду піретруму. Пестициди викликають багато проблем, пов'язаних із забрудненням, оскільки при розпиленні можуть потрапляти на навколишню територію, на людей і накопичуватися в ґрунті і корисних рослинах.
Основним засобом боротьби з бур'янами, як відомо, є гербіциди. Гербіциди — хімічні сполуки, які впливають на пригнічення розвитку певної групи рослин або інших шкідливих організмів, не завдаючи особливої шкоди корисним культурам. Але хімічні засоби надають лише тимчасову допомогу, оскільки з часом сприяють виробленню стійкості до постійно застосовуваних засобів. Це викликає необхідність використання нових, ще сильніших речовин, які паралельно посилюють негативний вплив на ґрунт, воду, повітря, якість продукції, на корисну флору і фауну, тим самим прискорюючи процес порушення біологічної рівноваги в природному середовищі. Дослідження показують, що в посівах кукурудзи майже 30 видів бур'янів, раніше чутливих до гербіцидів, набули до них стійкості. Виживаючи навіть після посиленого обробітку посіву кукурудзи гербіцидами, вони спричиняють значні втрати врожаю. Зараз налічується понад 400 видів комах і 7 видів гризунів, включаючи щурів, нечутливих до пестицидів.
Розповсюдження пестицидів у довкіллі відбувається як фізичним, так і біологічним шляхом. Перший спосіб — розсіювання з допомогою вітру в атмосфері та поширення через водотоки. Другий — перенесення живими організмами по шляху харчування. Із просуванням організмів до вищих ланок харчового ланцюга концентрації шкідливих речовин зростають, нагромаджуючись у внутрішніх органах, переважно в печінці та нирках.
Отже, хімізацію, що інтенсивно розвивається в сільському господарстві, можна оцінювати з двох позицій — як економічно вигідну і як екологічно небезпечну для довкілля і для самої людини.
Інтенсивне забруднення природного середовища значною мірою є наслідком нераціонального сільськогосподарського виробництва. Щороку з мінеральними добривами на сільськогосподарські угіддя надходить 193 тис. т фтору,. 1,6 тис. т цинку, 620 тис. т міді та 622 т калію. У 90-ті роки залишкова кількість пестицидів у продуктах харчування, рослинах і тваринах зросла (порівняно з 60-ми роками) більш ніж у 9 разів. Отруйні речовини, які знаходяться у мінеральних добривах, хімічних меліорантах й отрутохімікатах, проникають в організми людей, викликаючи їх захворювання.
Особливого значення набуває застосування системних фунгіцидів (нині рекомендовано до виробництва близько 300 препаратів), стійких проти змивання з рослин. Неправильне їх застосування може завдати великої шкоди посівам, довкіллю, здоров'ю людей, свійським тваринам і птиці. А в багатьох інструкціях норми витрат препарату зазначені в широких межах, наприклад, 1—2 кг на 1 га.
Усі без винятку пестициди при ретельному вивченні виявляли або мутагенну, або інші негативні дії на живу природу і людину. Близько 90 % усіх фунгіцидів, 60 % гербіцидів і 30 % інсектицидів є канцерогенними.
Учені ще десятиріччя тому попереджали про неминучість зараження пестицидами ґрунтових і підземних вод. Їх тривозі тоді не надали значення, а нині в різних штатах США близько третини артезіанських свердловин закрито для питного водозабезпечення через забруднення пестицидами. У нашій країні вміст пестицидів в артезіанських водах не контролюється.
Підраховано, що 98 % інсектицидів (проти комах) і фунгіцидів (проти грибкових захворювань), 60—95 % гербіцидів (проти бур'янів) не досягають об'єктів пригнічення, а потрапляють у воду і в повітря. Крім того, застосовують ще й зооциди (проти гризунів), які створюють у ґрунті мертве середовище.
Застосування пестицидів призводить до пригнічення біологічної активності ґрунтів і перешкоджає природному відновленню родючості, викликає втрату харчової цінності та смакових якостей сільськогосподарської продукції, збільшує втрати і скорочує термін збереження продукції, знижує урожайність багатьох культур внаслідок загибелі комах-запилювачів. Втрати у нашому сільському господарстві тільки від зниження врожаю внаслідок недозапилення рослин .(оскільки ці препарати знищують природних запилювачів) покривають 30—40 % прибутку, який приписують дії пестицидів.
Сьогодні близько 500 видів комах вже стійкі до інсектицидів. Пристосованість до пестицидів виникає протягом 10—З0 поколінь, підтверджуючи справедливість теорії еволюції Ч. Дарвіна: в процесі мікроеволюції виробляється нова властивість. Помічено, наприклад, що в колорадського жука виробляється імунітет до отрутохімікатів. Знаючи це, господарства в 10 разів перевищують концентрацію розчину, що згубно позначається на багатьох інших організмах. Недостатньо обґрунтованим є твердження, що застосування пестицидів дає змогу зберегти майже третину врожаю. Практика свідчить, що повного збереження врожаю не можна добитись препаратами. Так, у США незважаючи на десятикратне зростання використання пестицидів за чотири останніх десятиріччя загальні втрати сільськогосподарської продукції від різних шкідників, бур'янів і хвороб не знизились, а навпаки, зросли з 31 до 37 %.
До 40 % пестицидів у нас розпилюється в повітря, що категорично забороняється у багатьох країнах. Часто завищуються норми витрат пестицидів. Наприклад, японці свій пестицид топсин використовують з розрахунку 67 г на 100 л розчину, а в наших інструкціях для спрощення технології норми визначені вже в розмірі 100 г.

### Природоохоронні заходи
Для запобігання забрудненню поверхневих вод, які використовують для централізованого господарсько-питного водопостачання, встановлюють зони санітарної охорони. В них, а також у прибережних водоохоронних зонах і на затоплюваних територіях, згідно з ДСанПіН 2.2.4-171-10, не допускається:
- зберігання і поховання пестицидів і забрудненої ними тари;
- спорудження приміщень для миття та очищення тари, спецодягу, машин і обладнання, забруднених пестицидами;
- зливання й очищення стічних вод, які містять пестициди;
- зберігання і ремонт обладнання для застосування пестицидів;
- влаштування й експлуатація злітно-посадкових смуг і майданчиків для заправляння обладнання пестицидами.

Транспортувати пестициди від місця зберігання до місця застосування дозволяється лише при безпосередньому їх використанні, у спеціально обладнаному транспорті. Після закінчення обробки рештки пестицидів треба вивезти для зберігання або ліквідації.
Не допускається застосування пестицидів, яке перешкоджає чи обмежує всі види водокористування, а також шкідливо впливає на навколишню флору і фауну. Внаслідок сільськогосподарського зрошення в поверхневі води не повинні потрапляти зворотні води, концентрація пестицидів у яких перевищує норму.
У прибережній водоохоронній зоні не допускається застосування пестицидів, небезпечних для гідробіонтів. Забороняється внесення пестицидів у перший смузі зони санітарної охорони джерел централізованого господарсько-питного водопостачання. Авіарозпилення пестицидів не допускається у внутрішній і проміжній смугах зони санітарної охорони джерел централізованого господарсько-питного водопостачання й обмежується в прибережних водоохоронних зонах і на затоплюваних територіях. Неприпустимо скидати у водні об'єкти пестициди, їх рештки і відходи, пакувальні матеріали і стічні води, забруднені пестицидами, мити забруднені пестицидами тару, спецодяг, машини і обладнання в поверхневих водах, набирати воду забрудненим обладнанням. Санітарно-захисну зону узгоджують з водоохоронною зоною.
У разі наземного обприскування посівів пестицидами ширина санітарно-захисної зони (від меж оброблюваних ділянок до водних джерел) має становити 600 м, за авіаобприскування — 1000 м (до рибогосподарських водойм — 2000 м), за внесення гранульованих препаратів — 300 м. За потреби органи санітарно-епідеміологічної служби можуть збільшувати санітарно-захисну зону у 2—3 рази. Ширина прибережної водоохоронної смуги малих річок — від 20 до 100 м; застосування пестицидів у ній забороняється.

#### Охорона атмосферного повітря
Відповідно до «Методичних рекомендацій по санітарній охороні атмосферного повітря від забруднення пестицидами» (МОЗ України, 1998) заборонено:
- звичайне авіаційне обприскування ближче як 1000 м від житлової зони, а ультрамалооб'ємне авіаобприскування — ближче як 2000 м;
- одночасна обробка посівів однотипними препаратами у межах району чи області.

Застосування пестицидів, стійких у ґрунті понад 1 міс, а у воді — 5 діб, слід обмежувати на територіях великих господарств. Великі масиви культур, які обробляють багаторазово, рекомендується розміщувати з урахуванням рози вітрів на відстані не менш як 1000 м від населених пунктів, а поблизу них вирощувати на невеликих площах культури, які не потребують багаторазових обробок. Доцільним є використання різних добавок у робочі розчини для зменшення випаровування й розпилення, гранул, мікрокапсул, урізноманітнення асортименту препаратів.

#### Охорона ґрунту
Заборонена фумігація ґрунту пестицидами І і II класів небезпечності, виливання решток робочих розчинів, промивних вод після обробки тари, спецодягу, апаратури і приміщень складів без попереднього очищення, використання більш як 2 рази протягом одного сезону пестицидів зі стійкістю в ґрунті менш як 6 міс, а пестицидів, стійких понад 6 міс, — за наявності їхніх решток після попередніх обробок. Рекомендовані способи застосування пестицидів — малооб'ємне та ультрамалооб'ємне обприскування, протруювання насіння.

### Застосування пестицидів на присадибних ділянках
Застосування пестицидів відносно нешкідливий метод попередження розвитку хвороб і шкідників на присадибних ділянках-агротехнічний. А саме: знищення бур'янів, заорювання опалого листя, правильна обрізка, своєчасне видалення пошкоджених гілок і добрива. Застосування хімікатів у любительському садівництві бажано все ж обмежувати. Адже всі препарати (пестициди) в різній мірі отруйні для людини і довкілля: по-перше, під час самої обробки, по-друге — через залишкової кількості в плодах і ягодах. Сучасні пестициди — це складні композиції різних хімічних речовин. Складовою їх частиною є діюча речовина — активний інгредієнт, який пригнічує хвороба або шкідника. Крім того, до їх складу додають емульгатори, поверхнево-активні речовини, барвники і т. д. У присадибних господарствах дозволено застосовувати пестициди, пов'язані з помірно небезпечних і мало небезпечним. У всіх країнах видають «Каталог пестицидів, дозволених для застосування», в якому наведені конкретні рекомендації щодо роботи з цими препаратами для захисту плодово-ягідних культур від шкідників, хвороб і бур'янів. Садівники, купуючи той чи інший пестицид, повинні знати, що багато препаратів мають однакове діюча речовина, але при цьому називаються по-різному. Їх випускають різні виробники. Це аналоги або дженерики. Наприклад, у препарату «Арріво» є аналоги «цимбуш», «Шерпа».
При приготуванні робочого розчину садівникам не слід звертати увагу на цифри в назві препарату. Вони вказують на вміст діючої речовини під час застосування пестицидів і можуть тільки заплутати. Орієнтуватися треба на інструкцію. Зараз пестициди випускають в ампулах або пакетах. Це полегшує розрахунок дози для обробки. Щоб уникнути звикання шкідника до певних пестицидів і, навпаки, посилити їх захисні властивості, обробляйте рослини різними препаратами. При тривалому зберіганні пестициди можуть стати неефективними або навіть викликати опіки рослин. Тому для проби обприскати одна рослина або тільки гілку. Ефективність кожного окремого пестициду знижується, якщо змішувати його з іншими. Тому не рекомендують поєднувати більше трьох компонентів. При обприскуванні виконуйте період часу після останньої обробки і до збору врожаю. Необхідні терміни вказані в інструкції. Робочий розчин готуйте безпосередньо перед обприскуванням, суворо дотримуючись норму витрати. Чи не закуповуйте отрутохімікати про запас. Після закінчення терміну придатності використовувати їх не можна. Препарати, що перезимували на дачі, під впливом низьких температур (особливо рідини) втрачають до 10 % діючої речовини.

### Вплив на здоров'я людини
Всі отрутохімікати токсичні для людини. Деякі з них мають канцерогенні властивості. Отрутохімікати можуть викликати алергічні реакції і мати ембріотропну дію.
Все це зобов'язує суворо дотримуватись санітарно-гігієнічних правил виготовлення, зберігання, транспортування і застосування пестицидів. Найбільша небезпека отруєння існує для осіб, які працюють на протруюванні насіння, запилюванні і обприскуванні рослин, обробці приміщень складів, розбризкуванні на полях приманок, та зайнятих перевезенням або розгружанням пестицидів.
Отруєння можуть зустрічатись при випадковому вживанні з їжею протравленого зерна або рослинних і тваринних продуктів, що містять пестициди.

#### Симптоми інтоксикації
При гострій інтоксикації хлорорганічними сполуками досить характерні загальні симптоми інтоксикації — головний біль, запаморочення, загальна слабкість, нудота, підвищення температури тіла, різка слабкість в ногах. Іноді спостерігається загальна загальмованість, посіпування м'язів рук та ніг, їх тремор. У важчих випадках можуть виникати приступи клоніко-тонічних судом, наростає тремор рук, атаксія, розлади психіки, порушення зору. З'являється задишка, ціаноз, серцево-судинні розлади. Можливі ускладнення у вигляді паралічів, токсичного енцефаліту, які поєднуються з симптомами токсичного гепатиту та нефриту.
При попаданні отрутохімікатів на шкіру виникають дерматити різного ступеню вираженості. В деяких випадках виражені алергічні прояви: набряк Квінке, алергічний дерматит, висипання у вигляді геморагічного васкуліту, астматичний бронхіт, агранулоцитоз.
При інтоксикації сполуками миш'яку можуть зустрічатись трофічні порушення, зміна пігментації шкіри, нігтів, гіперкератози, випадіння волосся. З боку внутрішніх органів відмічаються дистрофічні зміни печінки, серцевого м'язу та інших органів.

## Дрейф пестицидів
Пестициди були виявлені в пробах зовнішнього повітря. Звідки вони беруться? Вони можуть бути з місцевих, регіональних або глобальних джерел. Дрейф пестициду це коли пестициди ненавмисно переміщаються від місця застосування. Дрейф, більш імовірно, відбуваються з фумігантами (гази), пил або коли рідкі пестициди застосовуються у вигляді дуже тонкого туману. Дрейф також більш імовірно, відбудеться в вітряні дні і коли температура дуже висока.
У доповненні до пестициду випущений локально, пестициди в повітрі можуть піднятися до дуже великих висот і рухатися на великі відстані, прикріплених до частинкам. Вчені виявили, що частинки, випущені в атмосферу в Азії може досягти лісу і національного парку на західному узбережжі Сполучених Штатів менш ніж за тиждень. Частинки, які подорожують по всій території Сполучених Штатів від середнього заходу до східного узбережжя до Атлантичного океану і Європи подорожувати в те, що називається прикордонним шаром. Гольфстрим може транспортувати частинки з Флориди в штат Мен. Ці частинки можуть увійти в нашу екосистему, коли вони відкладаються в вигляді дощу або снігу.

## Боротьба проти використання пестицидів в Україні
Активну боротьбу проти використання в українському аграрному секторі  пестицидів класу неоникотиноїдів, які заборонені в країнах ЕС, виступає лідер ПП «Дух Нації, та Спілка пасічників України. Разом вони беруть участь у прес-конференціях та виступають організаторами акцій протесту.,,,,
Основні вимоги для влади: встановити державний контроль за ввезення та використання небезпечних пестицидів та скасувати авіаційний метод опилювання.
Відповідну оцінку впливу пестицидів на здоров'я людини та довкілля було оголошено експертами ООН з питань продовольства і забруднення навколишнього середовища в березні 2017 року. Вони заявили, що пестициди спричиняють «катастрофічний вплив на навколишнє середовище, здоров'я людини та суспільство в цілому»…
«Пестициди — це проблема не лише бджіл. Від них страждають і рослини, і тварини, і птахи. Окрім цього, отруйні пестициди погано впливають на організм людини. Наприклад, якщо вагітна жінка проживає поряд з полями, які обробляються пестицидами, то ймовірність народження хворої на аутизм дитини збільшується до 60 %», — зазначила голова ГО "Об'єднання українського народу «Дух Нації» Марина Денисенко. Посилання на дослідження,
Саме тому, Дух Нації на чолі з Мариною Денисенко, направила звернення до Президента України з вимогою видати указ про заборону особливо шкідливих пестицидів.
- Створює відповідні петиції та запити;[15],[16],[17],[18]

- Долучає іноземних фахівців;

- Займається просвітницькою діяльністю для попередження українців про небезпеку;[19],[8],[20]

- Надає юридичну допомогу постраждалим від отруєння пестицидами пасічникам;

- Висвітлює проблематику в ЗМІ;[21]
- Організовує прес-конференції;[22]

- Бере участь в акціях протесту.[6],[23],[24]

Міжнародний день боротьби проти пестицидів — 3 грудня. Девіз цього дня – «Пестициди – безвихідь цивілізації»